# Tokio Hotel
Токио Хотел је немачки музички састав основан у Магдебургу (Немачка) 2001. од стране певача Била Каулица, гитаристе Тома Каулица, бубњара Густава Шефера и басисте Георга Листинга. Квартет је постигао четири број један сингла и издао три број један албума у својој домовини, продајући близу 5 милиона копија CD-ова и DVD-јева тамо. Након снимања необјављеног демо-ЦДа под именом "Devilish" и раскида уговора са Sony BMG, бенд издаје свој први албум на немачком језику, Schrei, као Токио Хотел за Island Records у 2005. Schrei се распродао у више од пола милиона копија широм света и достигао четири топ 5 сингла у Немачкој и Аустрији. 2007. бенд издаје свој други немачки албум Zimmer 483 и свој први енглески албум Scream који је комбиновао продају албума од преко милион примерака широм света и помогао бенду да освоји своју прву МТВ Европску Музичку Награду за Најбољу Интеракцију. Zimmer 483 достигао је три топ 5 сингла у Немачкој, док други, Scream, достиже два сингла која су ушла у првих двадесет места на листама у земљама попут Француске, Португалије, Шпаније и Италије. У септембру 2008. у САД су освојили своју прву МТВ Видео Музичку Награду за Најбољег Новог Уметника. У октобру 2008. освајају четири награде, укључујућу Најбољег Међународног Уметника и Песму Године на Los Premios МТВ Латиноамеричкој додели награда одржаној у Мексику. Токио Хотел је постао први немачки бенд који је икада освојио награду на МТВ Видео Музичким Наградама и на МТВ Латиноамеричким Наградама. Такође су освојили награду Звезда на МТВ Европским Музичким Наградама 2008. одржаним у Ливерпулу 6. новембра 2008. и награду за Најбољу Групу 5. новембра 2009. на МТВ Европским Музичким Наградама у Берлину. 7. новембра 2010. су освојили награду за Најбољи World Stage Перформанс на МТВ Европским Музичким Наградама одржаним у Мадриду. У јулу 2011. су постали први немачки бенд који је освојио МТВ Видео Музичку награду у Јапану (VMAJ).

## Историја

### Оснивање
Токио Хотел су основали певач Бил Каулиц, и гитариста Том Каулиц, који су идентична браћа близанци, бубњар Густав Шефер и басиста Георг Листинг. Упознали су се 2001. након наступа у магдебуршком клубу, где су Листинг и Шефер, који су се познавали из музичке школе, посматрали из публике док су Бил и Том Каулиц свирали на сцени. Под именом Devilish, бенд је почео да се приказује на талентованим програмима и малим концертима. Након Биловог наступа у дечјем Star Search програму 2003. са тринаест година (где је изгубио у четвртфиналу), открио га је музички продуцент Питер Хофман (Peter Hoffmann). Devilish је променио име у Токио Хотел: „Токио“, немачки правопис јапанског града Токија, због љубави према граду, и „Хотел“ због њихове сталне турнеје и живота по хотелима. Након прекида уговора са Sony BMG, Хофман је ангажовао Давида Јоста (David Jost) и Пета Бензнера (Pat Benzner) у тим креатора и аутора, и дао им тинејџерска упутства за писање песама и свирање инструмената; већину песама на првом албуму су написали Бил, Хофман, Јост и Бензнер. Међутим, мало пре изласка првог албума, Sony прекида уговор. Universal Music Group је потписао уговор са Токио Хотелом 2005. године и развили су макретиншки план. Бенд је сада највећи уметник из Немачке.

### Schrei
Први сингл, "Durch den Monsun" ("Кроз монсун"), брзо је напредовао на листама, појављујући се на званичној немачкој Media Control листи синглова на #15 20. августа 2005. и достижући #1 26. августа 2005; такође достиже #1 на аустријској листи синглова. Њихов други сингл, "Schrei" ("Вришти"), попео се на #5 на немачким листама. Ове две песме је певач Бил Каулиц написао заједно са групом продуцената, Питером Хофманом, Давидом Јостом, Петом Бензнером и Дејвом Ротом. Њихов деби албум, Schrei, издат је 19. септембра 2005, који је Међународна Федерација Гонографске Индустрије– Немачка касније наградила платинастим сертификатом за продатих преко 200.000 копија албума. Трећи и четврти синглови, "Rette mich" ("Спаси ме") и "Der letzte Tag" ("Последњи дан") су објављени 2006. године; оба сингла су достигла #1. "Der letzte Tag" се садржи на B-side албуму са "Wir schließen uns ein", која је такође праћена музичким спотом.

### Zimmer 483
Први сингл њиховог другог албума Zimmer 483 ("Соба 483"), под називом "Übers Ende der Welt" ("Преко краја света"), издат је 26. јануара 2007. и брзо достигао #1. Албум Zimmer 483 је издат 23. фебруара 2007. у Немачкој, заједно са делукс издањем албума са DVD-јем. Други сингл са албума, "Spring nicht" ("Не скачи") је издат 7. априла. Турнеја праћена изласком албума, Zimmer 483 Турнеја, била је планирана да почне у марту 2007, али је одложена за две недеље, јер су чланови бенда желели другачији дизајн бине. Трећи сингл, "An deiner Seite (Ich bin da)" ("На твојој страни (Ја сам ту)"), је издат 16. новембра. Сингл на албуму B-side укључује песму "1000 Meere" ("1000 Мора"), за који је такође сниман спот. Токио Хотел издаје сингл "Heilig" 28. априла 2008, али без музичког спота, због тесног распореда који су имали.

### Scream
Док њихови немачки албуми никада званично нису изашли ван немачког говорног подручја, Токио Хотелов први албум на енглеском језику, Scream, издат је 4. јуна 2007. широм Европе. У Немачкој, албум је издат као Room 483 у циљу да нагласи континуитет са последњим немачким албумом Zimmer 483. Scream садржи енглеску верзију избора песама са албума на немачком језику Schrei и Zimmer 483. "Monsoon" ("Монсун"), енглеска верзија песме "Durch den Monsun", је била први сингл са албума. "Ready, Set, Go!" ("Припрема, позор, сад!"; превод од "Übers Ende der Welt") је издат као други сингл са албума, а "Don't Jump" ("Не скачи"; превод од "Spring nicht") као трећи сингл. Спот за "Scream", енглеска верзија њиховог хита "Schrei" из 2005, је такође сниман, и пуштен у iTunes продавницама почетком марта 2008.
Токио Хотел је дао свој први концерт у Уједињеном Краљевству 19. јуна 2007. "Ready, Set, Go!" је издат у Уједињеном Краљевству као бендов први сингл 27. августа 2007. Песма је достигла #77 на Листама Синглова у Уједињеном Краљевству.
Токио Хотел је освојио МТВ Европску Музичку Награду за Најбољу Интеракцију 1. новембра 2007. и такође су били номиновани за Најбољи Састав. На догађају су наступали са песмом "Monsoon".
Крајем 2007. године Токио Хотел издаје свој први сингл у САД, једноставно назван "Tokio Hotel". Сингл је садржао песме "Scream" и "Ready, Set, Go!", и био је доступан искључиво у Хот Топик (енгл. Hot Topic) продавницама. Њихов други сингл у Сједињеним Америчким Државама, "Scream America", је издат 11. децембра 2007. Сингл је садржао песме "Scream" и ремикс песме "Ready, Set, Go!" од АФИ Џејд Пјуџет (енгл. AFI Jade Puget). У фебруару 2008, бенд је кренуо на турнеју по Северној Америци за пет датума, почевши од Канаде, а завршивши у Њујорку. Након што су се појавили и уживо наступали на MuchMusic-у, током турнеје у Канади, "Ready, Set, Go!" је отворио MuchOnDemand Дневних 10, одбројавање видеа одабраних од стране гледалаца. Задржао се више недеља тамо, а онда се вратио на врх листе MuchOnDemand Дневних 10 8. априла. "Scream" је издат у Канади 25. марта, а у Сједињеним Америчким Државама 6. маја.

### 1000 Hotels Турнеја
"1000 Hotels" Европска Турнеја почела је 3. марта 2008. у Бриселу (Белгија), и наставила се даље укључујући Холандију, Луксембург, Француску, Шпанију, Португал, Италију, Србију, Словенију и Скандинавију, а планирано је да се заврши 9. априла; међутим, током концерта у Марсељу (Француска) 14. априла, Бил је почео да осећа вокалне проблеме. Дозволио је публици да пева чешће него иначе и уместо оригиналне 21 песме које су поставили на листу, одсвирали су само 16 песама. Бил се извинио, на немачком, због лошег певања и објаснио да је болестан. Два дана касније, бенд је отказао концерт у Лисабону (Португал), неколико минута пред сам почетак концерта. Остатак "1000 Hotels" Турнеје и заказана Северноамеричка Турнеја су отказани након објављивања бендовог менаџера за Билт да Бил Каулиц мора проћи операцију уклањања цисте са гласне жице.
Бил Каулиц је изложио свој глас притиску након одсвирана 43 концерта у 1000 Hotels турнеји без одмора. Морао је да се подвргне операцији 30. марта да би се уклонила циста која се формирала на његовој гласној жици. Циста је била резултат инфекције грла која је прошла нелечено. Након операције, Бил није био у могућности да говори дванаест дана, и имао је четири недеље вокалне рехабилитације. Да је Бил наставио да пева остатак турнеје, његов глас би на крају био трајно оштећен. Токио Хотел је наставио да наступа у мају 2008. и након тога су кренули на други део 1000 Hotels Европске Турнеје додајући много концерата на отвореном и завршавајући турнеју 13. јула у Верхтеру (Белгија).

### Турнеја у Северној Америци иHumanoid
Токио Хотел је кренуо на другу турнеју по Северној Америци у августу 2008. Бендов спот "Ready Set Go!" је номинован за Најбољи Поп Видео на МТВ Видео Музичким Наградама 2008, где су освојили награду за Најбољег Новог Уметника. Враћају се у Северну Америку у октобру 2008. за турнеју од месец дана концерата и потписивања у музичким радњама. У децембру 2008. је издат DVD иза сцене назван Tokio Hotel TV - Caught on Camera. Садржао је снимке са Токио Хотел ТВ-а и приче из бекстејџа са прошлогодишњег диска под називом "History - The very best of Tokio Hotel TV!". Делукс издање садржи други диск под називом "Future - The road to the new Album!" који садржи снимке бенда са промоционе турнеје и припреме за трећи студијски албум.
Између Северноамеричких Турнеја, бенд се враћа у Хамбург у студио да снима свој трећи студијски албум, Humanoid, који, према њиховом менаџеру Давиду Јосту, излази 2. октобра 2009 у Немачкој, а 6. октобра 2009 у САД, упркос ранијим изјавама прогнозирања изласка за март/април или мај/јун 2009. Албум је сниман на немачком и енглеском језику, и обе верзије су објављене истовремено широм света.
Дана 10. августа на МТВ Вестима је најављено да ће први немачки сингл бити "Automatisch", а енглеска верзија, "Automatic", која ће бити објављена као први сингл у Сједињеним Америчким Државама. МТВ Buzzworthy 20. августа објављује видео који приказује преглед спота "Automatic" и Cherrytree Records најављује да ће енглеска верзија песме бити објављена у Сједињеним Америчким Државама 22. септембра. Ипак, спот за сингл је објављен 3. септембра.
На Томовом блогу је 2. новембра најављено да ће други енглески сингл бити "World Behind My Wall", а немачка верзија, "Lass uns laufen", ће бити други немачки сингл. Спотови за обе верзије су објављени 14. децембра и 15. децембра.
На бендовом сајту је 24. јуна 2010. објављен уживо музички спот за песму "Dark Side of the Sun" као њихов следећи сингл.
Дана 20. јула 2010 објављују други уживо албум Humanoid City Live из Милана (Италија).
На грчкој радио-станици Mad Radio је 22. новембра 2010 премијерно пуштена њихова нова песма "Hurricanes and Suns", која је укључена као бонус песма на свим верзијама албума Tokio Hotel: Best Of, састав свих најуспешнијих песама. Као и сингл за Best of издање. Албум такође укључује песму "Mädchen aus dem All", прву песму коју је бенд снимио у студију 2003. године.
Албум Best of је објављен 14. децембра 2010. Светска премијера музичког спота за песму "Hurricanes and Suns" је била 2. децембра на бендовом званичном сајту. 28. априла 2011. су добили "Fan Army FTW" награду на MTV O Музичким наградама. Након проглашења победника, објављен је видео Тома и Била који се захваљују својим фановима за освојену награду.

### Наступи у Азији
Токио Хотел изводи свој први концерт у Азији (не рачунајући концерт у Израелу) на Ауди Showcase-у у Сингапуру, убрзо ког следи TM Connects With Токио Хотел догађај у Малезији, промовишући продају њиховог албума Humanoid. Одрадили су серију мини концерата на Тајвану. Неколико месеци касније су се вратили у Малезију ради наступа на МТВ World Stage Уживо у Малезији 2010. Бенд је 15. децембра 2010 наступао у Токију, град по ком је добио назив, након завршетка Јужноамеричке турнеје у Мексику 2. децембра 2010. У фебруару. 2011 Токио Хотел је отпутовао у Јапан да заврши другу промотивну турнеју. Бројна ТВ појављивања и медијски интервјуи су се одржали између 8. и 11. фебруара.
Дана 24. јуна 2011. Токио Хотел је наступао у Јапану на “The Next Premium Night Tokio Hotel in Tokyo". Догађај је представио Ауди A1, а одабрано је 150 фанова који су освојили улазнице за наступ. Догађај је био бендов први акустичан наступ у Јапану. 25. јуна 2011. бенд је уживо наступио на МТВ Видео Музичкој Помоћи Јапану у Токију. Емисија, која се првобитно звала Видео Музичке Награде Јапан, коришћена је као музичка корист да се прикупи новац за јапански Црвени крст како би помогли онима који су погођени недавним земљотресом.

### Манекенство и рекламе
Дана 19. јануара 2010, певач Бил Каулиц се удружио са близанцима Дином и Деном Катен (енгл. Dean Caten; Dan Caten) за Дискверд (енгл. DSquared) да прошета модном пистом на модном догађају у Милану. Каулиц се појавио два пута, отворивши и затворивши Дисквердову мушку колекцију за јесен/зиму 2010 уз Токио Хотелову песму "Screamin".
Произвођач аутомобила Ауди је унајмио два фронтмена за своју нову рекламну кампању како би привукли млађе генерације. Снимци су укључени у Токио Хотел ТВ епизоду (на Токио Хотеловом сајту), као и у саму рекламу.
Дана 4. августа 2010, Том Каулиц је добио сопствену рекламу за Рибок патике. Рибок је укључио двадесетогодишњег гитаристу Токио Хотела и зависника од патика у рекламирање компаније. „Код куће сам направио малу собу као мали магацин," рекао је за своје патике. Такође је рекао да недељно купи 10 нових пари патика. То је 520 патика годишње.

## Чланови састава

### Бил Каулиц
Бил Каулиц је рођен 1. септембра 1989. у Лајпцигу десет минута након свог идентичног брата близанца Тома.

### Том Каулиц
Том Каулиц је рођен 1. септембра 1989. у Лајпцигу десет минута пре свог идентичног брата близанца Била. Од септембра 2007. Том користи Гибсон (енгл. Gibson) гитаре и Мејса Буги (енгл. Mesa Boogie) појачало. Том је признао да је музички утицај на њега оставио Аеросмит и немачки хип-хоп попут Samy Deluxe-а. Радио је као манекен за Reebok у Немачкој. Том, уз брата близанца, Била, је заступник за PETA у Немачкој. Учествовали су у фотографисању ради обесхрабривања употребе животиња ради забаве.

### Георг Листинг
Георг Листинг (  је рођен 31. марта 1987. Његов родни град је Хале. Почео је да свира бас са тринаест година, и, од септембра 2007, користи Сендбрг (енгл. Sandberg) бас. Рекао је да је његов стил свирања под великим утицајем Флиа из Ред хот чили пеперса, и других музичких утицаја укључујући Die Ärzte и Оејзис.

### Густав Шефер
Густав Шефер је рођен 8. септембра 1988. у свом родном граду Магдебургу, и има старију сестру. Густав свира бубњеве од пете године. Његов музички утицај укључују Металику, Џоа Кокера (енгл. Joe Cocker) и Рода Стјуарта (енгл. Rod Stewart).

## Напуштање сцене
Група је 2011—2012. године престала са радом. Неки медији наводе да су музичку сцену напустили због хејтера, неки једноставно нагађају да им се смучила слава и да је то главни разлог не појављивања у јавности, а неки мисле да је разлог то што су се близанци Бил и Том преселили у Лос Анђелес док су Георг и Густав остали у Немачкој. Међутим, близанци Бил и Том су у међувремену били судије у једном Немачком шоу. Све време чланови групе били су у контакту и у одличним односима.

## Данас
Данас се ова група налази у Лос Анђелесу, где ради на новом албуму. Албум је прво најављен за 2013. годину, али је његов излазак померен за 2014. годину. Бил Каулиц у једном интервјуу потврдио је да албум Токио Хотела дефинитивно излази 2014. године. Овај албум ће обележити њихов повратак на музичку сцену.
Након повратка Токио Хотел ТВ епизода на Јутјубу, група је на Твитеру најавила да је нови албум готов, и да је предат њиховој издавачкој кући.
Почетком Септембра Бил је на свом Инстаграм профилу поставио слику омота за нови албум, који ће се звати Kings of Suburbia.
Албум ће се наћи у продаји 3. октобра 2014.

## Дискографија
Студијски албуми
- 2005: Schrei- Universal Music/Island
- 2007: Zimmer 483 - Universal Music/Island
- 2007: Scream - Universal Music/Island
- 2009: Humanoid немачка верзија/енглеска верзија - Universal Music/Island, Stunner Records [Intl]
- 2010: Tokio Hotel Best Of немачка верзија/енглеска верзија - Universal Music/Island [Intl], Cherrytree/Interscope [САД]
- 2014: Kings Of Suburbia енглеска верзија - Universal Music/Island

### Видеографија
| Спот                         | Година | Режисер                           |
| ---------------------------- | ------ | --------------------------------- |
| Durch den Monsun             | 2005   | Sandra Marschner                  |
| Schrei                       | 2005   | Zoran Bihac                       |
| Rette mich                   | 2006   | Katja Kuhl                        |
| Der letzte Tag               | 2006   | Daniel Warwick,Christopher Häring |
| Wir schließen uns ein        | 2006   | Daniel Warwick,Christopher Häring |
| Übers Ende der Welt          | 2007   | Daniel Warwick,Christopher Häring |
| Spring nicht                 | 2007   | Jörn Heitmann                     |
| Monsoon                      | 2007   | Daniel Siegler                    |
| An deiner Seite (Ich bin da) | 2007   |                                   |
| 1000 Meere                   | 2007   | Daniel Siegler                    |
| Scream                       | 2007   | Katja Kuhl                        |
| Don't Jump                   | 2008   | Ingo Georgi                       |
| Automatisch                  | 2009   | Craig Wessels                     |
| World Behind My Wall         | 2010   | Daniel Wolfe                      |
| Hurricanes And Suns          | 2010   |                                   |
| Run, Run, Run                | 2014   | Gianluca Fellini                  |
| Girl Got A Gun               | 2014   | Kris Moyes                        |
| Love Who Loves You Back      | 2014   | Marc Klasfeld                     |
| Feel It All                  | 2015   | Mattias Erik Johansson            |
| Something New                | 2017   | Kris Moyes                        |
| What If                      | 2017   | Barış Aydınlı                     |
| Boy Don't Cry                | 2017   | Baris Aladag                      |
| EASY                         | 2017   | Dominik Wilzok                    |

Уживо албуми
- 2006: Schrei – Live - Universal Music/Island
- 2007: Zimmer 483 – Live In Europe - Universal Music/Island
- 2010: Humanoid City Live - Cherrytree

## Награде
2005
| Категорија                    | Награда                   | Датум        |
| ----------------------------- | ------------------------- | ------------ |
| Најбољи сингл                 | Златни Пингвин (Аустрија) | 2005.        |
| Најбољи поп                   | Златни Пингвин (Аустрија) | 2005.        |
| Рок састав 2005               | Златни Пингвин (Аустрија) | 2005.        |
| Најбоље новајлије             | Comet Награде (Немачка)   | 6. октобар   |
| Супер Comet                   | Comet Награде (Немачка)   | 6. октобар   |
| Најбоље новајлије             | Eins Live Krone Награде   | 24. новембар |
| Најбољи национални поп наступ | Bambi Награде             | 1. децембар  |

2006
| Категорија                       | Награда                                 | Датум         |
| -------------------------------- | --------------------------------------- | ------------- |
| Најбољи рок састав               | MTV Француска                           | 2006.         |
| Албум године                     | Златни Пингвин (Аустрија)               | 8. фебруар    |
| Састав године                    | Златни Пингвин (Аустрија)               | 8. фебруар    |
| Песма године - "Der Letzte Tag"  | Златни Пингвин (Аустрија)               | 8. фебруар    |
| Најбоље новајлије                | Златни Пингвин (Аустрија)               | 8. фебруар    |
| Распродата хала на турнеји       | Распродата-Награда од Königpilsen Арене | 11. март      |
| Најбоље новајлије                | ECHO Награде (Немачка)                  | 12. март      |
| Најбоље новајлије                | Steiger Награде                         | 25. март      |
| Национални поп 2005              | Radio Regenbogen Награде (Немачка)      | 31. март      |
| Најбољи рок састав - Златни Otto | Bravo Otto                              | 6. мај        |
| Музичка Награда                  | Bild OSGAR                              | 22. мај       |
| Музичка Награда                  | Amadeus Музичке Награде (Аустрија)      | 25. мај       |
| Најбоље међународне новајлије    | Popcorn Награда (Мађарска)              | 26. мај       |
| Најбољи међународни састав       | Bravo Otto (Mađarska)                   | 24. јун       |
| Најбоље новајлије                | Bravo Otto (Mađarska)                   | 24. јун       |
| Најбољи састав новајлија         | Popkomm Bavarian Music Lion             | 21. септембар |
| Најбољи немачки поп састав       | Goldene Stimmgabel Награде              | 24. септембар |
| Најпродаванији немачки уметник   | Светске музичке награде (WMA)           | 15. новембар  |
| Најбољи национални поп наступ    | Bambi Награде                           | 30. новембар  |
| Најбољи наступ уживо             | Eins Live Krone Награде                 | 12. децембар  |

2007
| Категорија                         | Награда                                    | Датум         |
| ---------------------------------- | ------------------------------------------ | ------------- |
| Сингл године – "Durch Den Monsun"  | Златни Пингвин (Аустрија)                  | ...2007       |
| Најпродаванији немачки извођач     | European Border Breakers Награда           | 21. јануар    |
| European Border Breakers Награда   | NRJ Музичке Награде (Француска)            | 21. јануар    |
| Рок награда                        | BZ-Kulturpreis                             | 23. јануар    |
| Најбољи национални видео           | ECHO Награде (Немачка)                     | 25. март      |
| Супер бенд рок – Златни Otto       | Bravo Otto                                 | 28. април     |
| Најбољи видео                      | Comet Награде (Немачка)                    | 3. мај        |
| Најбољи бенд                       | Comet Награде (Немачка)                    | 3. мај        |
| Супер Comet                        | Comet Награде (Немачка)                    | 3. мај        |
| Најбољи састав                     | Jabra Music                                | ...јул        |
| Дигитална награда                  | Festivalbar (Италија)                      | 7. септембар  |
| Најуспешнија међународна рок-група | Goldene Stimmgabel Награде                 | 22. септембар |
| Најуспешнија међународна поп-група | Goldene Stimmgabel Награде                 | 3. октобар    |
| Најбољи албум                      | TMF Награде (Белгија)                      | 14 October    |
| Најбољи видео                      | TMF Награде (Белгија)                      | 14. октобар   |
| Најбољи нови уметник               | TMF Награде (Белгија)                      | 14. октобар   |
| Најбољи поп                        | TMF Награде (Белгија)                      | 14. октобар   |
| Најбољи међународни наступ         | MTV Европске Музичке Награде (EMA)         | 1. новембар   |
| Најбољи састав године              | MTV Италија Nickelodeon Kids' Choice Award | 1. децембар   |

2008
| Категорија                                         | Награда                               | Датум        |
| -------------------------------------------------- | ------------------------------------- | ------------ |
| Састав године 2007                                 | Златни Пингвин (Аустрија)             | ...јануар    |
| Најбољи међународни састав                         | Rockbjörnen Награде (Шведска)         | 24. јануар   |
| Најбољи међународни састав                         | NRJ Музичке Награде (Француска)       | 26. јануар   |
| Најбоља национална музика                          | Goldene Kamera (Немачка)              | 6. фебруар   |
| Најбољи спот                                       | Echo Награде (Немачка)                | 15. фебруар  |
| Најбољи међународни уметник                        | Emma Gala Награде (Финска)            | 8. март      |
| Најбоља међународна група                          | Disney Channel Kids Награда (Италија) | 28. март     |
| Најбољи концерт                                    | Hitkrant (Холандија)                  | ...мај       |
| Песма која даје најбоље расположење - "Monsoon"    | Hitkrant (Холандија)                  | ...мај       |
| Песма која остаје у глави - "Monsoon"              | Hitkrant (Холандија)                  | ...мај       |
| Супер бенд рок – Сребрни Otto                      | Bravo Otto                            | 3. мај       |
| Најбољи састав                                     | MTV TRL Награде (Италија)             | 17. мај      |
| Најбоља песма године број 1 – "Monsoon"            | MTV TRL Награде (Италија)             | 17. мај      |
| Најбољи састав                                     | Comet Награде (Немачка)               | 23. мај      |
| Најбољи видео - "An Deiner Seite"                  | Comet Награде (Немачка)               | 23. мај      |
| Најбољи наступ уживо                               | Comet Награде (Немачка)               | 23. мај      |
| Супер Comet                                        | Comet Награде (Немачка)               | 23. мај      |
| Најбољи нови уметник                               | MTV VMA Музичке Награде (САД)         | 7. септембар |
| Најбољи улазак - одабир фанова                     | MTV VMA Музичке Награде (САД)         | 7. септембар |
| Најбољи мушки међународни уметник (Бил Каулиц)     | TMF Награде (Белгија)                 | 11. октобар  |
| Најбољи међународни видео - "Don't Jump"           | TMF Награде (Белгија)                 | 11. октобар  |
| Песма године                                       | MTV Латиноамеричке Награде            | 16. октобар  |
| Најбољи фан клуб - Венецуела                       | MTV Латиноамеричке Награде            | 16. октобар  |
| Најбољи нови међународни уметник                   | MTV Латиноамеричке Награде            | 16. октобар  |
| Најбоља мелодија - "Monsoon"                       | MTV Латиноамеричке Награде            | 16. октобар  |
| Звезде                                             | MTV Европске Музичке Награде (EMA)    | 6. новембар  |
| Најпродаванији DVD - "Zimmer 483 – Live in Europe" | Rekord (Русија)                       | 2. децембар  |

2009
| Категорија                     | Награда                           | Датум         |
| ------------------------------ | --------------------------------- | ------------- |
| Супер састав – Златни Otto     | Bravo Otto (Немачка)              | 12. мај       |
| Најбољи TRL уметник године     | MTV TRL Награде (Италија)         | 16. мај       |
| Најбоља Online Звезда          | Comet Награде (Немачка)           | 29. мај       |
| Извозни хит Немачке            | Bavarian Music Lion               | 17. септембар |
| Међународна награда (2009)     | Audi Генерација Награда           | 18. октобар   |
| Најбоља grupa                  | MTV Европке Музичке Награде (EMA) | 5. новембар   |
| Најбољи међународни рок састав | TeleHit Награде (Meksiko)         | 12. новембар  |

2010
| Категорија                                        | Награда                            | Датум        |
| ------------------------------------------------- | ---------------------------------- | ------------ |
| Најбољи међународни састав                        | NRJ Музичке Награде (Француска)    | 23. јануар   |
| Бенд године                                       | Златни Пингвин (Аустрија)          | 29. јануар   |
| Албум године                                      | Златни Пингвин (Аустрија)          | 29. јануар   |
| Бенд године                                       | Bravoora Награде (Пољска)          | 1. фебруар   |
| Најбољи међународни уметник                       | Emma Gala Награде (Финска)         | 4 February   |
| Walk of Fame                                      | König-Pilsener Arena (Немачка)     | 26. фебруар  |
| Најбољи међународни састав                        | Радио Regenbogen Награде (Немачка) | 19. март     |
| Омиљена музичка звезда                            | Kids Choice Награде 2010 (Немачка) | 10. април    |
| Најбољи наступ уживо                              | Comet Награде (Немачка)            | 21. мај      |
| Страна песма године - "World Behind My Wall"      | Rockbjörnen Награда (Шведска)      | 1. септембар |
| Концерт године                                    | Rockbjörnen Награда (Шведска)      | 1. септембар |
| Најбољи World Stage наступ                        | MTV Европске Музичке Награде (EMA) | 7. новембар  |
| Најбољи национални састав                         | CMA Награде (Немачка)              | 12. децембар |
| Најбољи национални сингл - "World Behind My Wall" | CMA Награде (Немачка)              | 12. децембар |

2011
| Категорија                        | Награда                         | Датум     |
| --------------------------------- | ------------------------------- | --------- |
| Бенд године                       | Bravoora награде (Пољска)       | Март      |
| Звезда 20. годишњице              | Bravoora Awards (Poland)        | Март      |
| Најбоља фан армија (Fan Army FTW) | МТВ О Музичке награде (САД)     | 28. април |
| Најбољи рок видео                 | МТВ Видео Музичке награде Јапан | 2. јул    |